# Créole marie-galantais
 (juillet 2025).
Si vous disposez d'ouvrages ou d'articles de référence ou si vous connaissez des sites web de qualité traitant du thème abordé ici, merci de compléter l'article en donnant les références utiles à sa vérifiabilité et en les liant à la section « Notes et références ».
Le créole marie-galantais (kréyòl Mari-Galant) est une langue appartenant au groupe des langues créoles (plus précisément à celui des créoles à base lexicale française), parlée principalement sur l'île de Marie-Galante faisant partie de l'archipel des Îles de Guadeloupe. 
Ce créole est une variété du créole antillais, mais puisque l'île est une dépendance de la Guadeloupe, il est considéré comme du créole guadeloupéen et donc ne possède pas de code linguistique. Suite aux migrations croissantes depuis les années 1980, les particularismes du créole marie-galantais ont tendance à disparaître et à menacer le caractère unique de la langue.
Le créole marie-galantais, comme tous les créoles antillais, est de base lexicale française, avec un vocabulaire considérable des parlers des côtes de l'Atlantique (normand, gallo). Il contient bien évidemment de nombreux apports syntaxiques et lexicaux africains provenant de langues d'Afrique de l'Ouest, telles que le wolof, le fon, l'éwé ainsi que des langues congolaises telles que le kikongo. En moindre quantité, il a hérité de vocabulaire provenant du kalinago, langue autochtone amérindienne, ainsi que de l'anglais et de l'espagnol.

## Histoire du créole marie-galantais

### Genèse
Le créole marie-galantais étant une variété du créole antillais, il a eu la même genèse et la même évolution que ses langues sœurs. Les échanges entre les territoires n'ont pas causé de grandes disparités entre ces variétés et l'intercomprehensibilité entre elles est de plus de 95 %.
De "baragouin", langue considérée comme vulgaire patois, les langues créoles sont désormais une fierté pour leurs locuteurs. Peu de travaux ont été effectués sur le créole de Marie-Galante, mais la compilation et la publication d'un dictionnaire par Maurice Barbotin reste un outil de grande valeur.

### Vocabulaire du créole marie-galantais

#### Langues régionales françaises
Comme précédemment évoqué, le créole antillais, et singulièrement, celui de Marie-Galante est à base lexicale française, mais ce terme ne rend pas justice à l'histoire. En effet, durant la colonisation, le français standard n'était pas parlé sur tout le territoire, et chaque région avait sa propre langue. La majorité des colons français venaient des régions ouest où étaient parlées diverses langues d'oïl, sœurs du français parisien (francien). Les Normands étaient dominants, et tous ces marins ont amenés des mots qui aujourd'hui ont éte conservés dans les langues créoles. De plus certains mots ont gardé la prononciation des siècles passés (vieux français). Les apports sont nombreux en ce qui concerne le normand et le gallo, et en moindre mesure le picard, et les autres langues.

#### Langues africaines
Les principaux apports provenant du continent africain sont arrivés en même temps que les esclaves. Ces derniers furent importés massivement depuis les côtes ouest de l'Afrique. Pour cette raison, nombres de mots conservés se retrouvent dans des langues nigéro-congolaises (yoruba, igbo, fon) et bien plus encore dans des langues bantoues (tels que le bambara, le kikongo, le lingala).

#### Langues amérindiennes
Le créole marie-galantais a une quantité de mots d'origine amérindienne hérités des habitants des Petites Antilles présents lors de l'arrivée des Européens. Ces termes désignant la faune et la flore locale, ainsi que des termes de la vie quotidienne, sont un témoignage vivant de ces peuples kalinago ayant longtemps disparu de l'île. La colonisation européenne a également permis le voyage de termes provenant des Grandes Antilles (langue des Taïnos) et des autres langues arawak présentes en Amérique du sud.

#### Autres langues européennes
Le vocabulaire du créole antillais ne recense que très peu de mots provenant directement de langues européennes en dehors du français, et en l'occurence uniquement l'anglais et l'espagnol. D'autres mots ont été empruntés en passant par le français parlé dans les îles.

#### Langues indiennes
On ne dénombre que quelques mots d'origine indienne, moins que dans les autres îles des Antilles. En effet après l'abolition de l'esclavage, de nombreuses populations sont arrivées aux Antilles en tant que travailleurs libres, mais Marie-Galante fut en marge de cette immigration. Les quelques termes connus concernent principalement de l'art culinaire et des traditions religieuses hindous.

## Particularisme du créole marie-galantais

### Histoire
A travers certaines recherches il a été constaté que le créole parlé sur l'île de Marie-Galante semblait avoir un rapport particulier aux langues de France en termes de conservation, résultant en des prononciations différentes et des termes inconnus du reste de la Guadeloupe. Cela a valu des choix particuliers dans la republication d'ouvrages. 
Dans quelques cas, ce créole partageait des similarités (quasiment disparues) présentes dans le créole martiniquais, absentes dans le créole guadeloupéen. En effet dans son histoire coloniale, Marie-Galante a même été brièvement rattachée à la Martinique. Désormais certains toponymes se retrouvent sur les deux îles (Ducos, Trois-Îlets, Le Robert, Gros-Morne). 

### Vocabulaire
Le tableau comparatif ci-dessous recense quelques différences entre le créole de Marie-Galante et celui d'autres îles des Antilles. Il est à noter que dans certains cas les mots ont presque disparu de l'usage et peuvent être considérés comme étrangers pour les nouvelles générations
Liste des abréviations correspondant au tableau : DM/SL (Dominique, Sainte-Lucie), HT (Haïti), GP (Guadeloupe), MG (Marie-Galante), MQ (Martinique)
| Créole MG                     | Créole GP               | Créole DM/SL              | Créole MQ                 | Français                     | Commentaires                                           |
| ----------------------------- | ----------------------- | ------------------------- | ------------------------- | ---------------------------- | ------------------------------------------------------ |
| mwen, man, an ex. Man pa sav. | mwen, an ex. An pa sav. | mwen, mon ex. Mon pa sav. | mwen, man ex. Man pa sav. | je ; moi ex. Je ne sais pas. | man est occasionnellement en usage à MG                |
| -lasa, -si ex. lanné-si       | -lasa ex. lanné-lasa    | -sala ex. lanné-sala      | -tala ex. lanné-tala      | ce, cette ex. cette année    | -si est utilisé à MG après quelques adverbes de temps. |
| an, nan ex. nan kaz, akaz     | an akaz                 | an, nan lakay-mwen        | an lakay-mwen             | dans, à à la maison          | nan est plus usité en créole HT                        |
| da, dja, ja ex. I da pati.    | ja ex. I ja pati.       | ja ex. I ja pati.         | za ex. I za pati.         | déjà ex. Il est déjà parti.  | Péjorativement les GP surnommaient les MG "Moun-da"    |
|                               |                         |                           |                           |                              |                                                        |
| boustabak, mèl                | bilbiten                | mèl                       | mèl                       | merle-corbeau                |                                                        |
| chòsouri                      | sourit-chòd             | sòlsouwi                  | solsouri                  | chauve-souris                | Autres termes : chichòt, genbo (MG, GP)                |
| fè wousteng                   |                         |                           |                           | rebondir                     |                                                        |
| koloman chouvalyèt            | chouvalyèt              | kwab mal zòwèy            | krab mal-zòrey            | crabe fantôme                |                                                        |
| kwadjalo bakannal, dézòd      | bakannal dézòd          | dézòd                     | bakannal dézod            | vacarme                      | kwadjalo est peu usité                                 |
| sen-jòj, bèt-anni-pyé         | bèt-a-milpyé            | bètannipyé                | milpat                    | scolopendre mille-pattes     | sen-jòj est un euphémisme (St-Georges)                 |
| souklé, soukwé                | soukwé                  | soukwé                    | soukwé                    | secouer, remuer              | souklé est la forme la plus courante à MG              |
| tenbrak/ten                   | pwoblèm an tèt          |                           |                           | problème mental              |                                                        |
| tchon                         | kyo (tcho)              | kayali                    | kayali                    | héron vert                   |                                                        |
| towi, toupé                   | toupé                   |                           |                           | toupet                       |                                                        |
| vinyo                         | kanklo                  | kalmason                  |                           | escargot                     |                                                        |